# Grafton (Oxfordshire)
Grafton – przysiółek w Anglii, w Oxfordshire. Leży 25 km od miasta Oksfordu i 107,7 km od Londynu. W 1931 roku civil parish liczyła 54 mieszkańców. Grafton jest wspomniana w Domesday Book (1086) jako Graptone.